# Nachtmahr
Nachtmahr est le projet solo de Thomas Rainer (aussi connu pour ses autres groupes : L'Âme Immortelle mais également Siechtum, aujourd'hui dissous). Son style musical est la techno industrielle (Power noise).
Inspiré par de nombreuses années de DJing, Nachtmahr se décrit lui-même comme « le chaînon manquant entre la musique industrielle impitoyable et provocante et la puissance de percussion de la techno ».
Le premier album, Kunst ist Krieg (L'art est la guerre), et son titre-phare, BoomBoomBoom, sont rapidement devenus une base dans le monde des clubs de musique industrielle et ont valu au groupe une place dans la bande originale du film américain Saw IV.
Cependant, le succès de l'EP a été largement dépassé avec la sortie de l'album complet, Feuer frei. Le single Katharsis a dominé les hit parades durant des mois, et a aidé l'album à rester dans le top 10 allemand Deutsche Alternative Charts (DAC) pendant plus de six semaines. Le plus grand et plus influent magazine de Dark Musique, ORKUS, a même déclaré que « Feuer frei était “le nouveau standard pour le genre electro industriel ».
Pendant cette période, Nachtmahr a largement fait des tournées en Amérique du Nord et Central, en Europe, et en Russie - incluant la major partie des festivals comme Wave-Gotik-Treffen, Kinetik Festival, et M'era Luna - tout en préparent leur second assaut avec "Alle Lust will Ewigkeit".
Avec cela, le projet autrichien d'industrial continue son chemin sur des gros rythmes avec des basses et des mélodies attractives. Cette mesure a notamment conduit « Alle Lust will Ewigkeit » à la position No. 1 à la fois pour le single et pour l'album dans Deutsche Alternative Charts.
En 2010, le troisième album de Nachtmahr Semper Fidelis est sorti, également haut placé dans les chartes allemandes. 
En 2011, Nachtmahr annonce qu'il développe leurs concerts en Autriche, Irlande, et au Royaume-Uni.

## Polémique
Au festival Kinetik Festival de 2012, Nachtmahr a été critiqué sur scène pour l'ouverture d'Ad·ver·sary pour "avoir utilisé des propos misogynes et racistes dans la musique du groupe et le matériels publicitaires" . Durant les cinq dernières minutes sur scène, Ad·ver·sary "a monté une présentation multimédia qui est contre l'utilisation de la violence, du sexisme et du racisme de Nachtmahr (et de son camarade de tête d'affiche Combichrist), à l'aide d'exemples directs de leur travail qui font valoir son point de vue." 

## Discographie

### Studio Albums
- 2004 : I
- 2008 : Feuer Frei!
- 2008 : Katharsis
- 2009 : Alle Lust will Ewigkeit
- 2009 : Mädchen in Uniform
- 2010 : Semper Fidelis
- 2012 : Veni Vidi Vici
- 2011 : Can You Feel the Beat?
- 2014 : Feindbild
- 2016 : Kampfbereit
- 2016 : Mit Vereinten Kräften
- 2017 : Unbeugsam
- 2019 : Antithese
- 2020 : Flamme
- 2021 : Stellungskrieg
- 2024 : Verboten!

### Compilations
- 2017 : Unbeugsam

### EPs
- 2007 : Kunst ist Krieg
- 2008 : Katharsis
- 2010 : Mädchen in Uniform
- 2011 : Can You Feel The Beat?
- 2016 : Kampfbereit
- 2018 : Widerstand
- 2018 : Gehorsam